# Nucourt
Nucourt – miejscowość i gmina we Francji, w regionie Île-de-France, w departamencie Dolina Oise.
Według danych na rok 1990 gminę zamieszkiwały 542 osoby, a gęstość zaludnienia wynosiła 71 osób/km² (wśród 1287 gmin regionu Île-de-France Nucourt plasuje się na 791. miejscu pod względem liczby ludności, natomiast pod względem powierzchni na miejscu 511.).
W Nucourt znajduje się fabryka samochodowych zbiorników na paliwo zatrudniająca 65 osób. Jej istnienie zostało zagrożone pod koniec 2008 roku w wyniku światowego kryzysu finansowego i kryzysu branży motoryzacyjnej.